# 俄羅斯輪盤 (電視節目)
俄羅斯輪盤（英文：Russian Roulette）是美國的一個遊戲節目，於2002年播出，其後臺灣、香港及新加坡的電視台均有購其版權於當地播出。
遊戲由四至五名參賽者（視版本而定）共同較勁，比智慧也比運氣的遊戲，當然全程不使用真槍實彈，只透過電腦亂數控制參賽者腳下的腳踏板開啟，使參賽者掉入洞裡面，就好像參賽者中彈般「死掉」而「消失」了。

## 臺灣版
臺灣版名為俄羅斯輪盤，在衛視中文台播出，由蔡康永主持。
遊戲規則如下：
1. 首先製作單位會從四名參賽者當中，選擇一位「有權人」，這位「有權人」可以決定該題目讓給其他哪一位參賽者回答，第三輪可決定要自己回答或讓給對方回答。
2. 製作單位一開始發給每位參賽者獎金新台幣3000元整。
3. 而主持人也開始「安裝」一個子彈，表示答錯題目者有六分之一的機率落入洞穴內。
4. 主持人對「有權人」發問問題後答案選項的出現，是「有權人」決定讓給其他哪一位參賽者回答之後才會有的。
5. 每場遊戲稱為「一輪」，整場遊戲下來總共有「三輪」，其中一位參賽者落入洞穴，表示該輪結束。
6. 第一輪遊戲之中，參賽者答對一個題目，可獲得新台幣3000元整的獎金，第二輪則為新台幣4000元整，第三輪則為新台幣5000元整，當然，前提是要參賽者答對才有。
7. 如果回答者答對主持人問題，就可獲得該輪的獎金，並取得「有權人」的資格，表示可以將回答權讓給別人，下一道問題後，主持人就多「安裝」一個子彈，表示「中彈」機率增加，由原先的六分之一，提高到三分之一，依此類推，最高為六分之五的機率。（曾經也有參賽者運氣好，即使該題有五發子彈，也傷害不了該名參賽者。）
8. 如果回答者答錯主持人問題，自己累計的所有獎金，都必須要「過戶」給「有權人」，並須接受「俄羅斯輪盤」的懲罰，只要跑燈（順時鐘方向）停留在參賽者的腳底下，則該名參賽者就「中彈」，並掉入洞穴內，當場被淘汰出局，不再有現身的機會；若跑燈非停留在自己的腳底下，則為「安全過關」，同時也獲得「有權人」的資格；接著，主持人就多「安裝」一個子彈，表示參賽者有可能「中彈」的機率增加，由原先的六分之一，提高到三分之一，依此類推，最高為六分之五的機率。
9. 倘若主持人「安裝」到五個子彈，答題者答對問題，或者是參賽者也「安全過關」，該輪沒有人被淘汰時，則主持人就得自行「操槍」，強制淘汰掉一位參賽者，基本上參賽者中累積獎金最高的一名可取代主持人「操槍」來強制淘汰掉一位參賽者，在此一情況中掉入洞穴內被淘汰出局的參賽者若有累積獎金，則將平分，加在給所有剩下來的參賽者上。若是累積獎金最高者有複數人時則沒有「有權人」，由主持人「操槍」來選出淘汰者。而剩下兩名參賽者時，則看累積獎金的多少來決定勝負，高者獲勝並取得〈60秒拿獎金〉的參加權，低者則遭淘汰並在參賽者本人或主持人其中一方說出「再見」或其同義字眼後自動掉入洞穴內。
10. 三輪遊戲當中，前兩輪為三選一單選題，後一輪為四選一單選題。
11. 最後一名存活下來的參賽者即為該集獲勝者，可以繼續進行〈60秒拿獎金〉的單元，只要參賽者在60秒內回答指定數量的題目（臺灣版的指定題目數為10題），就可以繼續進行〈拼運氣奪百萬〉，參賽者對於不懂或者是不知道的題目，可以跳過，但是60秒內還是要回答跳過的題目否則仍以不合格計。計時器是以腳踏板為主，每10秒開一個腳踏板，象徵「時間緊迫」，只要時間到沒有回答出指定數量的題目，或者在時間內回答錯任何一道問題，參賽者均必須落入洞穴內，無法獲得新台幣10萬元獎金。
12. 只要時間內回答完畢，主持人就會問參賽者是否接受〈拼運氣奪百萬〉的機會，接受者同樣也要拉霸，象徵子彈的跑馬燈不是閃在參賽者的腳底下，就可以順利將10萬元獎金變成100萬元，否則連10萬元的獎金都拿不到，還要落入洞內，只將三輪遊戲累計的獎金帶走；當然，答對題目時間愈短，不被「殺死」（即掉入洞穴內）的機會也就愈低（例如：A參賽者於38秒回答完10道題目，則有六分之三的機率（開三個洞）拿到100萬。）

臺灣版自節目首播至最後一集，沒有任何一位參賽者能夠躲過掉入洞穴的惡夢，也沒有參賽者在〈十萬拼百萬〉挑戰成功而獲得一百萬元獎金。

## 香港版
香港版名為一觸即發，在TVB翡翠台播出，由黃子華主持。
遊戲玩法共分兩部分：
第一部分 — 淘汰賽
- 共四回合，每回合淘汰一位參賽者。
- 五位參賽者各有底分1000分。
- 主持人先拉動控制桿，隨機選出一位參賽者任挑戰者，由他/她發問問題，並揀選另一位參賽者回答問題。
- 挑戰者選完參賽者作答該問題後由主持人讀出該問題的三/四個選項，然後被挑選的參賽者有10秒作答。
- 第一回合參賽者答對問題可得500分（第二回合1000，第三回合1500，第四回合2000），並成為下一位挑戰者。
- 答錯則將積分全數送給挑戰者，並須拉動控制桿，倘站立的地台活門打開，即被淘汰，反之則繼續遊戲，成為下一位挑戰者。
- 每回合最多五條問題，若發問完畢仍未有參賽者被淘汰，最高積分者即豁免被淘汰並負責拉動控制桿，其餘參賽者中一位的地台活門將會打開，該參賽者即被淘汰，而他/她的積分會均分予其餘參賽者。
- 若出現兩位或以上最高積分參賽者，主持便負責拉動控制桿，而各參賽者被淘汰的機會便會均等；被淘汰者的積分亦會分予其餘參賽者。
- 第二、三、四回合會先由最高分的人任挑戰者，但如果有兩位或以上最高積分參賽者，則再由主持人拉動控制桿，隨機選出一位參賽者任挑戰者。
- 第二、三、四回合的玩法基本一樣，然而在第四回合，將由主持人親自發問問題，挑戰者可選擇自己回答以爭取獎金，或由對手回答。
- 不同於之前的回合，如第四回合完結後仍未有參賽者被淘汰，最低分的參賽者會即時被淘汰，在主持人或本人說出「再見」或其同義字眼後活門將會打開。而其所得的分數將會給予第一部分的勝出者。
- 第一、二回合為三選一題目，第三、四回合為四選一題目。
- 第一部分勝出者可獨得等同積分的獎金，最高金額為45,000元。
- 活門打開數目逐題增加，最多有五個活門打開。而每個回合開始時打開活門的數目也不一樣-----第一回合1個、第二回合2個、第三回合3個、第四回合4個。

第二部分 — $500,000獎金遊戲 「千金一發」
- 遊戲玩法與美國原版完全不同。
- 第一部分勝出者除可贏得第一部分獎金外，只需成功挑戰五條問題，即奪得$500,000巨額獎金及相同金額的獎品 (即最多可獲得獎金及獎品各$500,000，共$1,000,000)。
- 參賽者先拉動控制桿，然後揀選站立於其中一個地台上。
- 主持人共發問最多五條問題，參賽者每題須在限時二十秒內作答，否則當答錯處理。
- 答對可獲該題目獎金及獎品，依次為$5,000、$10,000、$30,000、$150,000、$500,000。
- 此回合所問的問題為無選擇題目，所以參賽者必須完全答中才能奪得該題獎金及獎品。
- 答錯若參賽者腳下的活門打開，遊戲即時終結，參賽者不可獲第二部分任何獎金，只能得到相同金額的獎品(例：如他/她於答中$30,000問題後答錯$150,000的問題，而他/她腳下的活門打開，他/她只能得到第一部分的獎金及第二部分的$30,000獎品)；
- 若答中，或答錯後參賽者腳下的活門沒有打開，遊戲則繼續，參賽者需回答下一獎金題目，但不會獲得答錯問題的獎金及獎品（例：如參賽者答中第二條問題而答錯第三條，但參賽者腳下的活門沒有打開。雖然遊戲可以繼續，但其只能獲得第二條問題的獎金及獎品）；
- 參賽者可隨時要求退出遊戲，以領取上一條答中的題目獎金及獎品。
- 活門打開數目逐題增加，最多有五個活門打開。與第一部分不同的是第一部分拉動控制桿時會用紅燈顯示活門打開範圍，而第二部分則完全不顯示。

## 新加坡版
新加坡版名為靈機一洞，在新傳媒電視播出，由徐乃麟主持。

## 外部連結
- 無線電視官方網頁-一觸即發